# Psiche (rivista)
Psiche. Rivista di cultura psicoanalitica è un periodico semestrale italiano, pubblicato dalla casa editrice il Mulino di Bologna dal 2014, ma che risale al 1948, quando venne fondato da Nicola Perrotti. Chiuse nel 1952 per riaprire dal 1964 al 1971 e diventare una specie di rivista compagna dell'organo ufficiale della Società psicoanalitica italiana, la "Rivista italiana di psicoanalisi" (fondata fin dal 1928). Pur occupandosi di psicoanalisi, dalla sua nuova riapertura nel 1992 ha inteso aprirsi al dialogo interdisciplinare, includendo tra i collaboratori anche antropologi, filosofi, storici e letterati.

## Direzione
Il comitato scientifico è nel 2014 composto da Serge Frisch, François Jullien, Giovanni Levi, Eli Zaretsky, Giulia Sissa, Thomas Ogden, Maurizio Bettini, Michel de M'Uzan, Michela Marzano, Dominique Scarfone, Lorena Preta, Bernard Chervet, Giovanni Bottiroli, Jacques Press, Marcel Henaff, Patrick Guyomard, Gaetano Lettieri, Laurence Khan, Georges Pragier, Fulvio Carmagnola, Louis Kancyper, Fethi Benslama, Francesco Napolitano, Sophie de Mijolla, Roberto Secchi e Murielle Gagnebin.
Nel 2014 la rivista risulta divisa in sette sezioni: "Editoriale", "Focus", "Saggi", "Dialogando", "Dossier", "Interventi" e "Schede di lettura".

## Altre riviste
Un'altra rivista con questo nome e il sottotitolo di Rivista di studi psicologici fu pubblicata per quattro numeri dal 1912 al 1915 a Firenze (tra i collaboratori Roberto Assagioli, Francesco De Sarlo, Sante De Sanctis, Enrico Morselli e Guido Villa)